# Marge et son petit voleur
 (avril 2020).
Si vous disposez d'ouvrages ou d'articles de référence ou si vous connaissez des sites web de qualité traitant du thème abordé ici, merci de compléter l'article en donnant les références utiles à sa vérifiabilité et en les liant à la section « Notes et références ».
Marge et son petit voleur (France) ou Bart et son jeu vidéo (Québec) (Marge Be Not Proud) est le 11e épisode de la saison 7 de la série télévisée d'animation Les Simpson.

## Synopsis
Bart voit à la télévision le nouveau jeu vidéo Bonestorm. Seul petit problème : il coûte cher et Marge refuse catégoriquement de lui acheter le jeu vidéo. Finalement, il se rend au magasin Tout au rabais et sous la pression de Jimbo et Nelson, Bart vole le jeu. Mais un agent de sécurité le voit et l'attrape. Cet agent appelle les Simpson mais tombe sur la messagerie. L'agent laisse un message et laissé Bart partir, en le menaçant de l'envoyer à la prison pour mineurs s'il le revoit encore une seule fois dans son magasin.
De retour chez lui, avant ses parents, Bart remplace la cassette du répondeur par une autre, pour cacher la vérité à Homer et Marge. Mais, ils décident de se rendre au Tout au rabais pour faire une photo de Noël. Au moment où la photo doit être prise, l'agent de sécurité attrape Bart et révèle tout aux parents, mais Marge ne veut rien croire, jusqu'à ce qu'elle voit la vidéo de surveillance. Tout le monde est stupéfait, surtout Marge. Elle commence alors à l'ignorer, ce qui fait culpabiliser Bart. Ce dernier décide alors d'offrir une photo de lui à Marge, qu'il accroche au mur, à la place du « mauvais » Bart.